# Liste der Baudenkmale in Neu Zauche
Die Liste der Baudenkmale in Neu Zauche enthält alle Baudenkmale der brandenburgischen Gemeinde Neu Zauche (Nowa Niwa) und ihrer Ortsteile. Grundlage ist die Landesdenkmalliste mit dem Stand vom 31. Dezember 2020. Die Bodendenkmale sind in der Liste der Bodendenkmale in Neu Zauche aufgeführt.

## Legende
In den Spalten befinden sich folgende Informationen:
- ID-Nr.: Die Nummer wird vom Brandenburgischen Landesamt für Denkmalpflege vergeben. Ein Link hinter der Nummer führt zum Eintrag über das Denkmal in der Denkmaldatenbank. In dieser Spalte kann sich zusätzlich das Wort Wikidata befinden, der entsprechende Link führt zu Angaben zu diesem Denkmal bei Wikidata.
- Lage: die Adresse des Denkmales und die geographischen Koordinaten. Link zu einem Kartenansichtstool, um Koordinaten zu setzen. In der Kartenansicht sind Denkmale ohne Koordinaten mit einem roten beziehungsweise orangen Marker dargestellt und können in der Karte gesetzt werden. Denkmale ohne Bild sind mit einem blauen bzw. roten Marker gekennzeichnet, Denkmale mit Bild mit einem grünen beziehungsweise orangen Marker.
- Bezeichnung: Bezeichnung in den offiziellen Listen des Brandenburgischen Landesamtes für Denkmalpflege. Ein Link hinter der Bezeichnung führt zum Wikipedia-Artikel über das Denkmal.
- Beschreibung: die Beschreibung des Denkmales
- Bild: ein Bild des Denkmales und gegebenenfalls einen Link zu weiteren Fotos des Baudenkmals im Medienarchiv Wikimedia Commons

## Baudenkmale
| ID-Nr.                      | Lage                    | Bezeichnung              | Beschreibung | Bild           |
| --------------------------- | ----------------------- | ------------------------ | --- | -------------- |
| 09140248                    | Friedensstraße 1 (Lage) | Dorfkirche mit Pfarrheim | Die Kirche wurde 1859 bis 1862 erbaut und 1991 bis 1992 restauriert. Der Architekt war E. K. A. Flaminius. Es ist ein neugotischer Backsteinbau mit einem hohen Turm. Im Garten befindet sich ein Taufstein aus dem Spätmittelalter. | weitere Bilder |
| 091 Teilobjekt zu: 09140248 | Friedensstraße 1 (Lage) | Pfarrhaus                | | BW             |
| 09140249                    | Schloßstraße 9 (Lage)   | Gutshaus                 | Das ehemalige Gutshaus stammt wahrscheinlich aus der zweiten Hälfte des 17. Jahrhunderts. Das Haus wurde 1985 restauriert. Es ist ein zweigeschossiger Putzbau mit einem steilen Walmdach.                                           | weitere Bilder |